# Bösenneunzen
Bösenneunzen ist ein Dorf im Waldviertel in Niederösterreich, eine Ortschaft und als Bösenneunzehn eine Katastralgemeinde der Stadtgemeinde Zwettl-Niederösterreich im Bezirk Zwettl.

## Geografie
Bösenneunzen liegt etwa 11 km nördlich des Stadtzentrums von Zwettl und ist durch den Postbus im Ortsgebiet mit dem österreichischen Überlandbusnetz verbunden.
Nach der Zählung von 1. Jänner 2024 hatte der Ort 28 Einwohner auf einer Fläche von 14,78 km².
Nachbarorte, -ortschaften und -katastralgemeinden
| Limbach (Gem. Schweiggers)      | Süßenbach (Gem. Kirchberg a.W.)             | Ottenschlag  |
| Sallingstadt (Gem. Schweiggers) | Kompassrose, die auf Nachbargemeinden zeigt | Kleinotten   |
| Walterschlag (Gem. Schweiggers) | Ritzmannshof (1)                            | Großglobnitz |

(1) KG Ritzmannshof grenzt nicht an, da die KG Walterschlag im Ritzmannshofer Wald dazwischen liegt.

## Geschichte

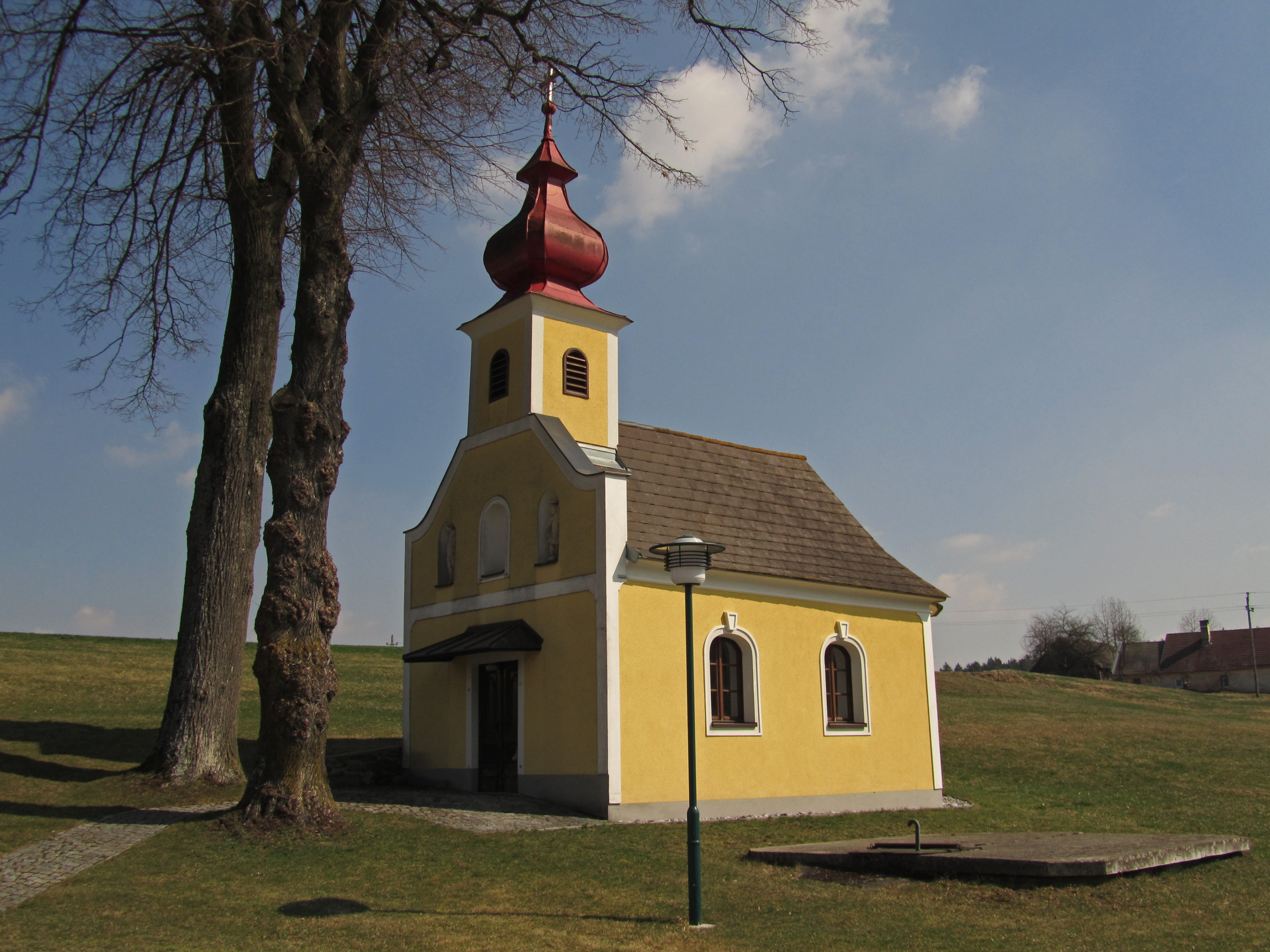
Ortskapelle Bösenneunzen,

Bösenneunzen wurde 1233 als Neitzen zum ersten Mal urkundlich erwähnt. Aus der ersten Hälfte des 14. Jahrhunderts ist die Namensform Posen Nitzen überliefert, was so viel bedeutet wie: „kleine (unbedeutende) Siedlung eines Mannes mit dem Namen Nizo“. Laut Adressbuch von Österreich waren im Jahr 1938 in Bösenneunzen ein Marktfahrer und mehrere Landwirte mit Ab-Hof-Verkauf ansässig.